# クアラ・セランゴール自然公園
クアラ・セランゴール自然公園 (マレー語: Taman Alam Kuala Selangor; くあら・せらんごーるしぜんこうえん)とは、マレーシアのセランゴール州にあるレジャー公園である。マレーシアの首都クアラルンプールから約60km北に位置し、マングローブ林・二次林・人工の汽水湖から成る。

## 概要
クアラ・セランゴール自然公園はセランゴール州のクアラ・セランゴール町付近に流れるセランゴール川の南側に位置する。公園の北の境界線はセランゴール川の河口であり、西の境界線はマラッカ海峡に面している。また、西側境界線はクアラ・セランゴールの旧市街と、南側境界線は新市街と隣接している。

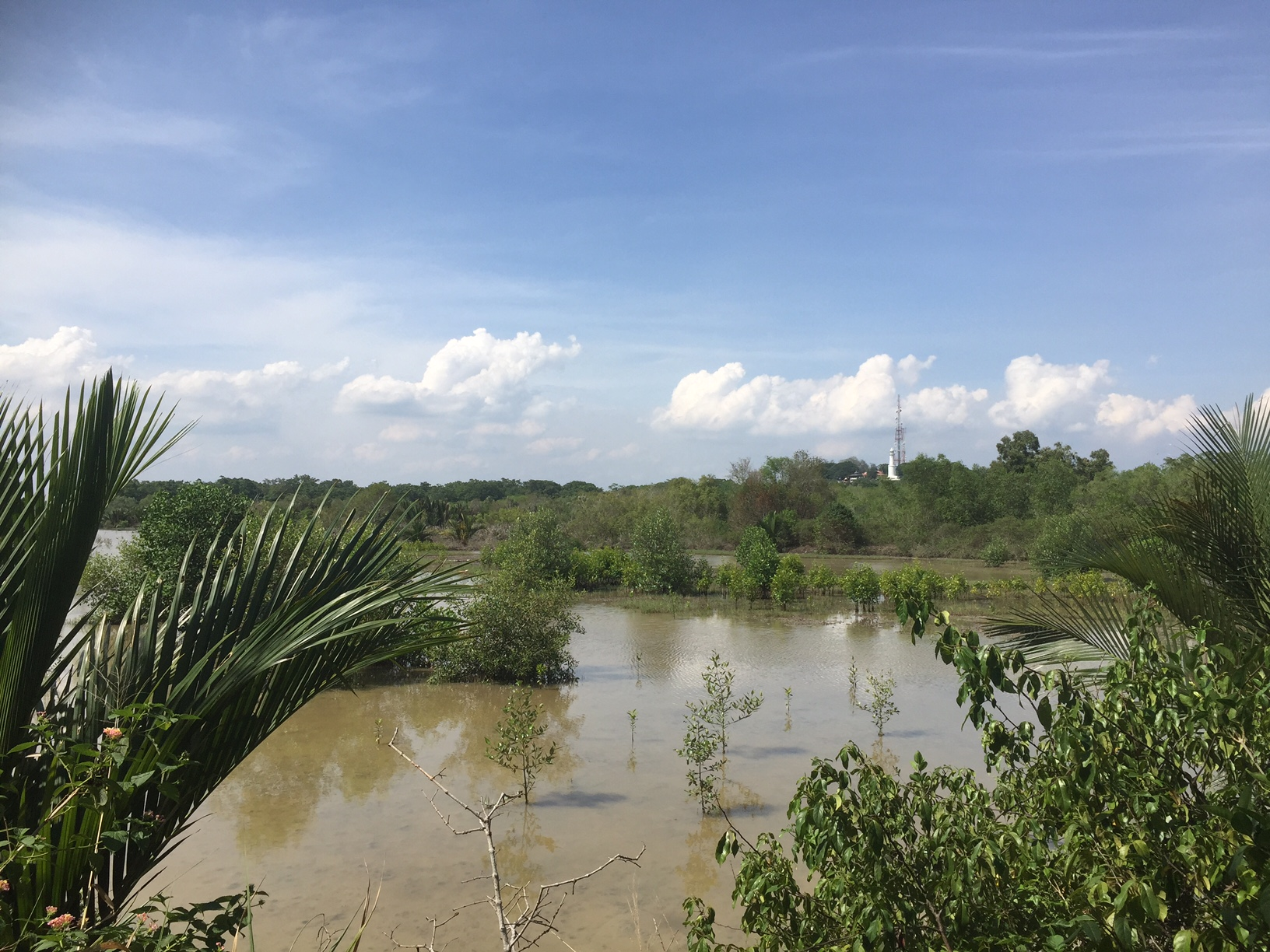
公園中央に位置する汽水湖

公園は沿岸のマングローブ林、二次林、汽水湖の合計240haの領域と干潟を含んでおり、様々な動植物の保護区域となっている。園内には150種類以上の在来鳥・渡り鳥のほか哺乳動物、昆虫類、軟体動物、甲殻類、魚類、爬虫類や両生類などが生息している。

### マングローブ林
13種類のマングローブが生息し、公園の敷地であるマングローブ林の陸側の部分には、オヒルギ属とヤエヤマヒルギ属が混生している。当公園においてマングローブ林が占める面積は約3分の1(95㏊)と小さいものの、最も重要なエコシステムであり、甲殻類、鳥類をはじめとして多様な生物の生息場所となっている。

### 二次林
マングローブ林が消滅してしまった後に生成した森林であり、当公園の約3分の2(201㏊)を占めている。成熟したマングローブがいくつか生息しているものの、この二次林でのマングローブの生息は極めて困難であり、現在はイチジク属やカキバチシャノキ、ツタ類、マングローブシダなどの植物が大部分を占めている。

### 汽水湖
およそ10haの人口の汽水湖は、多様な鳥の生息地となっており、特に水鳥と渉禽類を観察することができる。3～6月は巣作りの時期であり、バードウオッチングに最も適している。また、汽水湖周辺ではカワウソやオオトカゲ、数種類のカニ、ハゼなどを見ることができる。汽水湖の水はセランゴール川から水門を通して得ており、潮の干満によって水位が変わる。

## 歴史
クアラ・セランゴールには1940年代までマングローブの原生林が広がっていたが、1965年から1970年代にかけて、塩田として利用するため土地の開墾が行われた。さらに、1986年にもヨットの停泊場・エビの養殖場・ゴルフ場を建設するための開墾が開始された。河川の浚渫工事により広範囲のマングローブ林が伐採され、その後に現在の二次林が形成された。こうした森林伐採の動きから、マレーシア自然協会とアジア湿地局（現・国際湿地保全連合）がセランゴール州政府に陳情活動を行い、政府は1987年9月27日、地域一帯をクアラ・セランゴール自然公園として設立した。公園のロゴマークには絶滅の危機に瀕しているシルバールトンが採用された。以後、公園の運営は州政府との協力協定の下でマレーシア自然協会によって行われ、マレーシアではNGOによって運営される初の公園となった。1997年、クアラ・セランゴール自然公園は環境保全とエコツーリズムのための自然保護区として承認され、バードライフ・インターナショナルが実施している重要野鳥生息地（IBA）プログラムに登録された。

## 利用案内

### 散策路

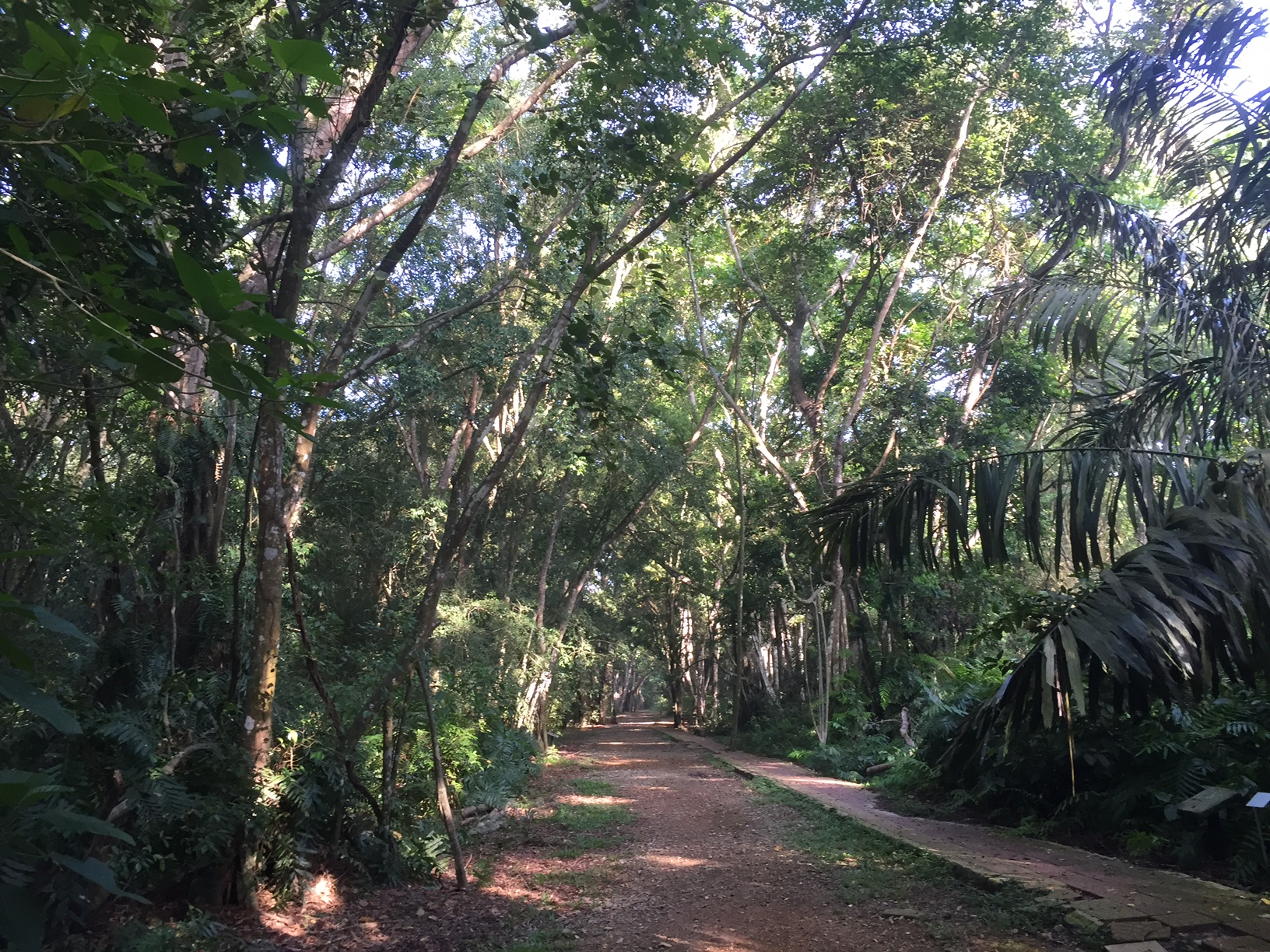
二次林の中を進む散策路

2019年4月現在、公園内を巡る散策コースには、二次林を横切るメイントレイル（約550m）と汽水湖を一周するバンドトレイル（約1.7km）、マングローブ林の中を進むマングローブ遊歩道（約1.5km）のコースがある。徒歩による所要時間はそれぞれ約15分、75分、55分である。汽水湖周辺には観察塔が2つあり、公園一帯を見渡し鳥類などを観察することができる。また、休憩用の東屋も園内に数か所設置されている。

### 公園利用案内センター
営業時間は午前9時から午後6時まで。祝祭日を含む週7日営業。入園チケットやグッズの販売及び公園の利用案内・宿泊予約の受付等を行っている。入場料は大人1人4RM・こども1人(7歳～17歳)1RM、幼児1人(6歳以下)無料・シニア1人（60歳以上）2RM・マレーシア自然協会員1人2RM。

### 宿泊施設
利用申請により公園内の施設に宿泊できる。各施設の種類とそれぞれの収容可能人数は、三角小屋（2人）、コテージ（3人）、ドミトリー（6人）、ホステル（最大98人）。事前予約によりキャンプ場も利用可能である。

### 図書館(Wetland Resource Center)
この図書館は、2017年のWorld wetlands dayに伴い、地域政府の協力のもと、クアラセランゴール自然公園の元チケットカウンターをリノベーションして設立された。マングローブやそれに伴うエコシステム、マレーシアや東南アジアの自然環境についての書籍や貴重な資料が集められており、リラックスしながらそれらの資料を読むことができる。

### その他
共用トイレ・シャワールーム、セミナー開催等の多目的ホール、ムスリム用祈祷室等。

## 環境教育プログラム

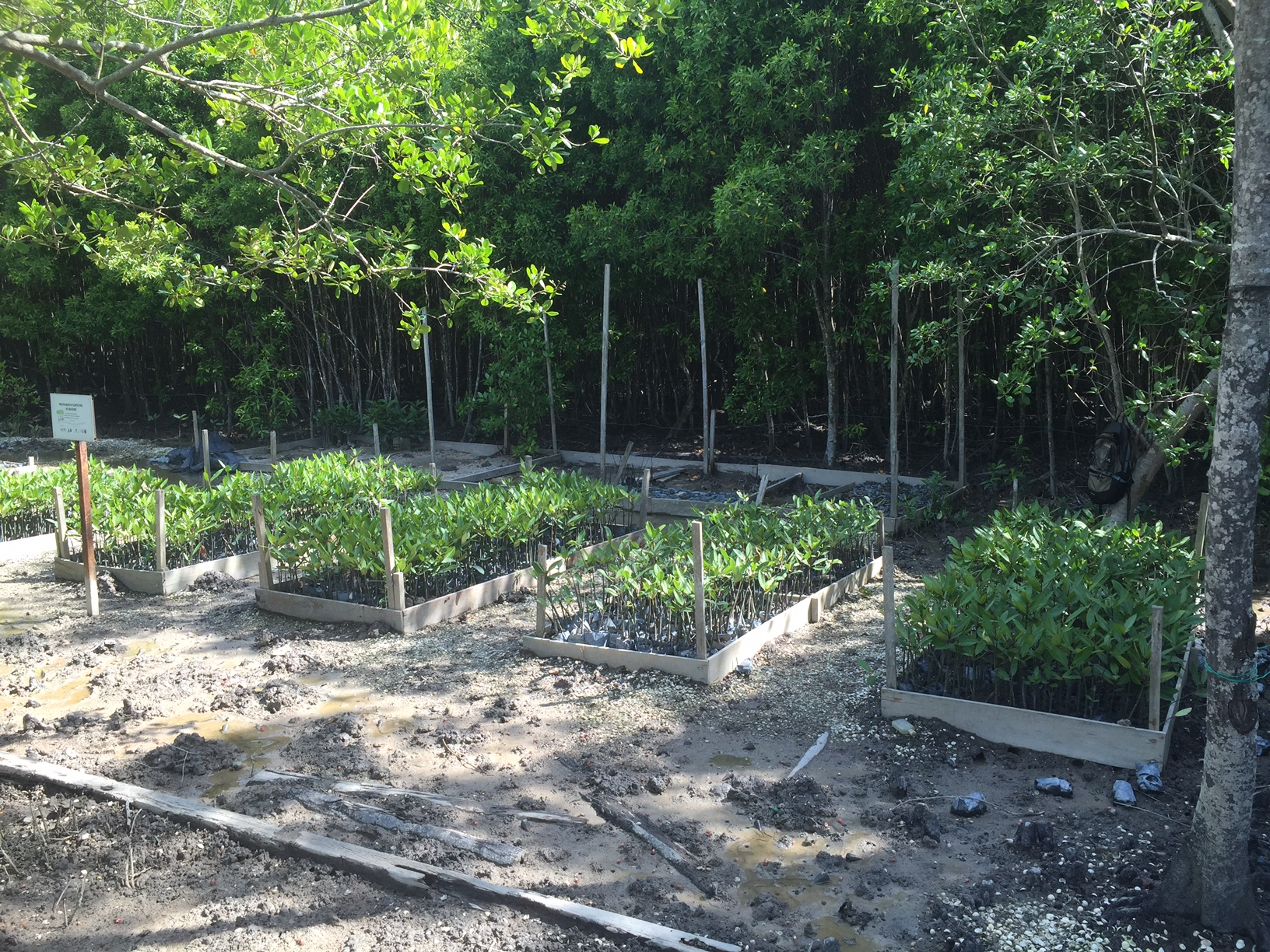
マングローブ植林のための養苗場

クアラ・セランゴール自然公園では、環境教育プログラム（要事前予約/20名以上）を開催している。ガイドツアー・野鳥観察・マングローブ植林・森林のナイトウォーク・ネイチャークラフト・紙のリサイクル体験などの屋内外のアクティビティがある。

## 園内で観察される動植物の一例
- 植物：マングローブ（シマシラキ、オオバヒルギ、ハマザクロなど13種類）、ヤエヤマアオキ、モモタマナ、オオハマボウ、スズメイヌジシャ
- 軟体動物：キバウミニナ、ハイガイ、オオヘナタリ
- 環形動物：ホシムシ
- 刺胞動物：イソギンチャク
- 昆虫類：サイカブト、ツムギアリ、ツマムラサキマダラ、マングローブスズ
- 爬虫類：オオトカゲ、キールウミワタリ、アミメニシキヘビ
- 魚類：テッポウウオ、ムツゴロウ、アカテンサヨリ、ミドリフグ
- 鋏角類：カブトガニ
- 甲殻類：シオマネキ、ヤドカリ、ベンケイガニ
- 鳥類
  - 留鳥：コアオバト、チョウショウバト、ダイサギ、アオサギ、ササゴイ、シロトキコウ、ナンヨウショウビン、シロガシラトビなど98種類
  - 渡り鳥：メダイチドリ、アカアシシギ、ハリオハチクイ、ヤマショウビンなど57種類
- 哺乳類：カニクイザル、シルバールトン、バナナリス、パームシベット、チビオマングース、ベンガルヤマネコ、ビロードカワウソ、コイヌガオフルーツコウモリ

## 交通アクセス
クアラルンプールからバス（141番）を利用。約2時間でクアラ・セランゴールの新バスターミナルに到着する。そこから自然公園前までタクシーを利用するか、バス（190番）を乗り換えて旧市街のバス停で降車。ムラワティの丘に向かう坂道の左側の脇道を進み、徒歩約5分で到着する。

## 周辺スポット
- 淡水魚公園 (Freshwater Fish Park) ：セランゴール川で獲れたものを多く含む60種類約1500匹の淡水魚を見ることのできる水族館。クアラ・セランゴール自然公園と隣接。
- ムラワティの丘(Bukit Melawati) ：灯台・砦などセランゴールの歴史的遺跡・建造物があり、地域一帯を一望することができる。
- カンポン・クアンタン(Kelip-Kelip Kampung Kuantan)およびカンポンブキッ・ブリンビン(Kampung Bukit Belimbing / Firefly Park Resort)：ボートによる蛍鑑賞が有名。
- パンタイ・レミス(Pantai remis)： 週末は観光客で賑わい、凧揚げやサンセットを眺められるビーチがある。
- 漁師村(Fishing Village) ：セランゴール川沿いにあり、いくつかの海鮮レストランがある。[3]